# The Lost Future
The Lost Future è un film per la televisione del 2010 diretto da Mikael Salomon.

## Trama
In un futuro non ben precisato, dopo una violenta epidemia che trasforma gli uomini in bestie mutanti senza controllo, il mondo è tornato all'età della pietra. I pochi sopravvissuti si rifugiano nelle caverne e nelle boscaglie. Anche la tribù di Kaleb e Savan, due giovani cacciatori, non fa eccezione. Durante una battuta di caccia, attirano l'attenzione dei mutanti che attaccano il loro villaggio. I due, assieme a Dorel, riescono a salvarsi, grazie all'incontro con Amal, che comunica loro che è sufficiente essere alitati da un mutante per contrarre la malattia. Scopre così che i tre ragazzi sono stati contagiati, ma Amal li rassicura dicendo che esiste una polvere gialla che, se inalata, rende permanentemente immuni, e che è stato proprio il padre di Kaleb a scoprirne le proprietà curative. Sfortunatamente la poca polvere gialla rimasta è stata rubata da Gagen, che la utilizza come arma di potere per soggiogare la sua tribù. I quattro decidono di andare da Gagen per convincerlo in tutti i modi a consegnare la polvere gialla. Durante la traversata, vengono attaccati da altri mutanti ed Amal sembra avere la peggio. I tre proseguono senza di lui, giungendo nel territorio di Gagen, che non è altro che una vecchia città in rovina. Kaleb riesce ad avere un colloquio con Gagen, che rifiuta di consegnare loro l'antidoto. Vengono fatti prigionieri, ma Giselle, la figlia di Gagen, decide di aiutare i tre giovani, e rivela loro il nascondiglio della polvere gialla. Dopo aver distratto Gagen, Savan prende la polvere e immunizza i suoi amici. I tre fuggono per tornare al villaggio, ma durante la via del ritorno Gagen li insegue e purtroppo Savan viene ucciso, sotto gli occhi di Kaleb e Dorel. Giunti al villaggio, ancora occupato dai mutanti, ritrovano Amal che nel frattempo ha chiamato rinforzi. Insieme sconfiggono i mutanti e il villaggio viene curato dalla malattia. Il film si conclude con Kaleb che decide di partire dal villaggio per poter ricreare la formula della polvere gialla scoperta dal padre.